# Für meinen Glauben
Für meinen Glauben (Alternativtitel: Enthüllt) ist ein Schweizer Fernsehfilm von Jacob Berger. Die Erstaufführung war am 28. November 2018 auf RTS. Die Handlung dreht sich um die Studentin Anaïs, ihre Hinwendung an einen radikalen Islam und den Umgang ihrer Familie damit.

## Handlung
Anaïs lebt bei ihrer Großmutter Isabelle in der Schweiz. Ihre Eltern sind geschieden, die Mutter Léa wohnt in Montreal mit Anaïs‘ Bruder Miles. Anaïs studiert Medizin. Niemand aus ihrer Familie weiß etwas von ihrer Hinwendung zum Islam (deren Grund im Film nicht gezeigt wird). Sie lebt einen normalen Alltag, kleidet sich aber immer wieder heimlich mit einem Dschilbab, um Glaubensgeschwister zu treffen.
Bei einer Zugfahrt zu ihrer Großmutter Isabelle sieht diese Anaïs, wie sie sich in der Zugtoilette umzieht und so von einer Muslima in eine westliche Studentin verwandelt. Isabelle benachrichtigt ihre Tochter Léa. Diese kommt sofort aus Kanada geflogen. Léa und Isabelle wollen ihre Tochter nicht direkt konfrontieren und versuchen es mit Andeutungen wie der Beobachtung, dass sie sich gar nicht mehr schminke. Anaïs streitet jede Veränderung ab.
Parallel dazu wird in kurzen Sequenzen die Geschichte von Isabelle erzählt. Diese war in den 1970ern verheiratet, hatte aber einen palästinensischen Liebhaber, Djibril. Isabelle träumte mit ihm von Freiheit und Gerechtigkeit. Für einen Flug nach Tel Aviv packt Isabelle den Koffer ihres Mannes. In ein verstecktes Fach legt sie im Auftrag von Djibril eine Box aus Metall, ohne zu wissen, was darin ist. Das Flugzeug von Swissair-Flug 330 explodiert, auch ihr Mann stirbt. Auch Jahrzehnte später ist sie nicht sicher, dass sie eine Mitschuld an der Explosion trägt – nimmt dies aber an. Isabelle und Djibril zerstreiten sich nach dem Absturz und haben keinen Kontakt mehr. Isabelle wird von der Polizei mehrfach verhört, es kann ihr aber nichts nachgewiesen werden.
Einen der Polizisten von damals, Glassey, kontaktieren Léa und Isabelle, um mehr über die vermutete Radikalisierung ihrer Tochter herauszufinden. Léa und Isabelle können mit Miles’ Hilfe den Laptop von Anaïs knacken und finden dort Beweise für ihren Weg zum Dschihad. Die beste Freundin von Anaïs bestätigt dies.
Sie konfrontieren Anaïs damit. Diese will nicht darüber reden und wirft ihrer Familie vor, nichts für die Welt zu tun. Ihre Überzeugung ist: Die Welt nur zu verändern reicht nicht, sie muss gesäubert werden! Unter dem arabischen Namen Umm Asma will Anaïs alles für den Islam tun. Sie heiratet heimlich einen Islamisten. Ihre Verwandten finden diese Informationen bei Facebook und beschließen, sie nach Kanada und damit in ein anderes Umfeld zu bringen.
Léa findet zu Hause versteckte Briefe von Djibril an ihre Mutter. Sie ahnt, dass auch Isabelle für den Islam gekämpft hat. Und dass zum Zeitpunkt von Léas Zeugung Djibril ihr Geliebter war. Isabelle weiß selbst nicht, wer von den beiden Léas Vater ist.
Léa will Anaïs die Flugtickets geben. Als Grund für den Flug führt sie ein Konzert ihres Mannes an, das sie gemeinsam besuchen können. Anaïs läuft daraufhin davon. Sie erhält auf ihrem Handy Nachrichten, dass eine islamistische Terrorzelle an der schweizerisch-französischen Grenze ausgehoben wurde und es dabei Tote gab. Sie vermutet, dass auch ihr Mann tot ist und will nun selbst einen Anschlag verüben. Sie bekommt ein vertrauliches Handy und skypt mit einem Imam. Dieser hat die Idee, dass Anaïs auf dem Konzert in Kanada eine Bombe zünden soll. Anaïs hat Bedenken, dass es auch unschuldige Kinder treffen kann. Der Imam zweifelt an ihrer Überzeugung, Anaïs bestätigt aber, alles tun zu wollen.
Anaïs nimmt noch ein Abschiedsvideo auf. Dann fährt sie mit ihrer Mutter zum Flughafen. Dort bekommt sie auf der Toilette einen neuen Laptop. Mit diesem gelangt sie durch die Sicherheitskontrollen. Auch Isabelle fliegt heimlich mit. Im Flugzeug wird klar, dass der Anschlag nicht mehr dem Konzert, sondern dem Flug gilt. Anaïs sieht in ihrer Nähe ein Kind. Ihr scheinen Zweifel zu kommen. Sie geht mit dem Laptop auf die Toilette. Währenddessen erhält Léa eine SMS von Glassey, dass Anaïs’ Mann überlebt und Anaïs identifiziert wurde. Die Polizei in Montreal würde sie erwarten. Man hört ein Piepen durch die Toilettentür. Anaïs ruft, dass sie eine Bombe hat. Isabelle beginnt, arabisch mit Anaïs zu sprechen. Dies scheint sie zu beruhigen. Der Steward öffnet die Tür, sie wird gefangen abgeführt.
Am Ende des Films sieht man Flugaufnahmen aus den 1970er Jahren, hört die letzten Worte des Flugkapitäns vor dem Absturz und sieht Bilder der Bergungsmaßnahmen. Djibrils Organisation erklärt sich für den Anschlag verantwortlich. Die letzten Wort spricht Isabelle zu sich selbst „Anaïs, Léa: Die Zeit ist gekommen, den Schleier zu lüften.“

## Produktion
Der Film ist eine Gemeinschaftsproduktion von arte und RTS. Gedreht wurde er auf Französisch. Zuerst wurde er im Westschweizer Fernsehen in französischer und deutscher Sprache ausgestrahlt. Anschließend lief er in Deutschland auf Arte. Im kostenlosen Schweizer Streamingdienst Play Suisse wird der Film unter dem Titel Enthüllt gezeigt.
Gedreht wurde in Lausanne, Genf und Neuchâtel.

## Rezeption
TV Spielfilm verweist auf den historischen Anschlag vom 21. Februar 1970, der nie gänzlich aufgeklärt wurde. Und schreibt, dass Jacob Berger „geschickt mit den Zeitebenen, den Perspektiven der drei Frauengenerationen und der weitreichenden Geschichte um ungesühnte Schuld, Glauben und Terrorismus spielt“.
film-rezensionen.de kritisiert die fehlende Tiefe des Films. „Berger wusste nicht wirklich, was er außerhalb der üblichen Klischees erzählen wollte. Auch eine Auseinandersetzung mit der Religion findet nicht statt.“